# Claudio Pizarro
Claudio Miguel Pizarro Bosio (Bellavista, Callao, 3 de octubre de 1978) es un exfutbolista peruano. Jugaba como delantero centro, siendo ampliamente considerado como uno de los máximos exponentes del fútbol peruano en Europa y uno de los mejores delanteros de su generación. Actualmente se desempeña como embajador del Bayern de Múnich.
Es el futbolista sudamericano con más goles y triunfos en la historia del fútbol en Alemania. Es reconocido como leyenda del Bayern de Múnich, Werder Bremen (siendo su goleador histórico) y la Bundesliga. Además, es el segundo máximo goleador extranjero de la Bundesliga en el siglo XXI. Fue internacional absoluto con la selección peruana, de la cual es el quinto goleador histórico.
Es, según los portales expertos en estadísticas históricas de Rec.Sport.Soccer Statistics Foundation y la Federación Internacional de Historia y Estadística de Fútbol (IFFHS), el octavo máximo goleador sudamericano en la historia del fútbol europeo con 282 goles y es el quinto latinoamericano con más goles en competiciones europeas (Champions League y Europa League), con cuarenta y ocho tantos.
Su debut profesional se produjo en 1996 con el club Deportivo Pesquero de la ciudad de Chimbote. En 1998, pasó a las filas de Alianza Lima, donde ganó un Torneo Clausura, siendo destacado como el mejor jugador de la temporada. En 1999, fue fichado por el Werder Bremen de la Bundesliga. Tan solo un año después, fue elegido como el jugador revelación del campeonato y fue incluido en el once ideal de la temporada 2000-2001. En el 2001, fichó por el Bayern de Múnich y en las siguientes temporadas ganó una Copa Intercontinental, dos Bundesligas, cuatro Copas de Alemania, dos Copas de la Liga de Alemania y una Supercopa de Alemania. Además, fue el máximo goleador de la Copa de Alemania en las ediciones 2004-2005 y 2005-2006.
En 2007, firmó por el Chelsea Football Club: anotó en su debut y logró el subcampeonato de la Premier League al final de la temporada. En 2009, retornó al Bremen, donde fue campeón de la Copa de Alemania 2009 y de la Supercopa de Alemania 2009, además de consagrarse como máximo goleador de la Europa League 2009-10. En esa temporada, fue considerado el décimo mejor jugador del mundo según el Índice FIFA Castrol. En el 2012, fue contratado nuevamente por el Bayern de Múnich, con el cual ganó una Champions, un Mundial de Clubes, una Supercopa de Europa, una Supercopa de Alemania, tres Bundesligas y dos Copas de Alemania. Siendo así el futbolista extranjero que más títulos ganó en toda la historia del Bayern de Múnich; con un total de dieciocho títulos. A mediados del 2015, retornó al Werder Bremen. En 2017, fue contratado por el Colonia, del que se desvinculó un año después para retornar al Bremen.
Pizarro es el futbolista peruano con más goles anotados y partidos disputados en el fútbol alemán y en el fútbol Europeo. Además es el jugador peruano con más goles en la Liga de Campeones de la UEFA y en la UEFA Europa League con 24 goles en cada torneo. Es el segundo goleador extranjero y sexto goleador histórico de la Bundesliga (197 goles). También es el futbolista latinoamericano con más goles anotados y títulos ganados en la historia del fútbol alemán. Es el noveno goleador histórico de la Copa de Alemania (34 goles), máximo goleador histórico del Werder Bremen (153 goles), el jugador extranjero con más partidos en dicho club, décimo goleador histórico del Bayern de Múnich (125 goles), Es el extranjero con más partidos disputados y con más títulos en la historia de Bundesliga y de la Copa de Alemania. Se le considera un ídolo del Bayern de Múnich y del Werder Bremen, clubes en los que marcó más de cien goles en cada uno. Además de ser uno de los futbolistas con más temporadas disputadas en la historia de la liga alemana. También es el jugador más veterano en marcar un triplete (a los treinta seis años) y un gol en la Bundesliga (a los cuarenta años). Es considerado como una leyenda viva de la Bundesliga; siendo comparado con otras leyendas del fútbol Alemán como Franz Beckenbauer.
A nivel de competiciones internacionales es el 4.º máximo goleador latinoamericano en copas europeas (Champions League, Copa UEFA y UEFA Europa League) con cuarenta y ocho goles. Situándose solo detrás de Lionel Messi, Alfredo Di Stéfano y Sergio Agüero. En 2017, estuvo entre los veinte máximos goleadores en la historia de las competiciones UEFA. Es el segundo máximo goleador latinoamericano en la historia de la UEFA Europa League con 24 goles en 33 partidos.
Con la selección peruana es el 5.º goleador histórico con veinte goles y el decimotercero con más partidos (85). Con la selección absoluta tiene como presea una medalla de bronce conseguida en la Copa América Chile 2015. Fue partícipe de la Copa América Perú 2004, la Copa América Venezuela 2007 y la Copa América Chile 2015.

## Trayectoria

### Inicios
Claudio Pizarro nació el 3 de octubre de 1978 a las 8:33 a. m. en el Centro Médico Naval de la Provincia Constitucional del Callao en la familia del oficial naval Claudio Pizarro Dávila y su esposa Patricia Bosio Dietz. Claudio fue el primer hijo de su familia, luego tuvo una hermana Patricia y un hermano llamado Diego, quien también se convirtió en futbolista profesional. Claudio pasó su infancia en el distrito de Santiago de Surco, Lima. Cuando Claudio tenía seis años, en un parque cercano a su casa hizo sus primeras patadas a la pelota, pero ya en sus años escolares mostró un gran interés por el fútbol. Según el recuerdo de los familiares, sucedió que Claudio, al llegar a casa de la escuela, almorzó rápido y salió corriendo por la ventana a jugar con los amigos.
En el Liceo Naval Manuel Clavero Muga, el joven Claudio se matriculó en la sección de deportes, donde, además de fútbol, se dedicó al atletismo y el salto de longitud. El padre de Claudio le inculcó el amor por el deporte desde pequeño. Gracias a su padre, el pequeño Pizarro participó en numerosos campeonatos de la Federación Peruana de Fútbol Infantil. Desde pequeño, Claudio ha demostrado su temperamento en el campo, sus ganas de ganar y su capacidad para trabajar con el balón. Uno de los primeros entrenadores del jugador peruano Carlos Iraola ya notó sus acciones en el campo. A Claudio no solo le encantaba jugar al fútbol, coleccionaba álbumes, pósteres y revistas con sus equipos y jugadores favoritos. Esperaba cada fin de semana para ir al estadio con su padre a los partidos de Alianza Lima. Claudio jugaba al fútbol casi todos los domingos.
A los 11 años, Claudio se trasladó al puerto de Paita en el norte del país, donde, por orden de la Marina de Guerra del Perú, su padre fue trasladado a un nuevo cargo. Ya a esa edad, Claudio tenía destacadas cualidades atléticas y siguió compaginando el fútbol con otros deportes, porque creía que eso le ayudaría a convertirse en un jugador de pleno derecho. Ganó competencias regionales de baloncesto y de distancia. Claudio también jugó tenis y squash. Su vida en Paita fue con varias dificultades debido a la falta de infraestructura de calidad de canchas de fútbol, por lo que Claudio tuvo que aprender a jugar tanto en el césped como en superficies de tierra. En ese momento, según él, lo más importante en la vida para él era la oportunidad misma de jugar al fútbol.
A la edad de 13 años, en 1991, Claudio ingresó en la Academia Deportiva Cantolao, donde pudo revelar su potencial. Bajo la dirección de Juan José Claudio Tan ganó el torneo infantil, realizado por la Asociación Internacional de Fútbol Infantil, luego del cual la prensa hablaba sobre Pizarro como uno de los jugadores más prometedores del Perú.

### Deportivo Pesquero
En sus comienzos en divisiones menores estaba bajo la dirección de Ronald Pitot, luego en la temporada de 1996, a los 17 años, Claudio firmó su primer contrato profesional con el Deportivo Pesquero que jugaba en ese momento en la Primera División del Perú. El 26 de marzo de 1996, bajo la batuta de Roberto Chale debutó en la primera división, en un encuentro ante Alianza Lima disputado en el estadio Manuel Gómez Arellano de la ciudad de Chimbote, que terminó con la derrota del Pesquero con marcador de 0-2. Dos semanas después, Claudio marcó dos goles ante el club Atlético Torino que se convirtió en los primeros de su carrera. En total en su primera temporada, Claudio jugó 16 partidos y marcó 3 goles. La siguiente temporada, el joven delantero jugó 25 partidos y marcó 8 goles. Uno de esos goles fue un excelente lanzamiento de falta contra Alianza Lima, que llamó la atención de la dirección del club. Antes del inicio del campeonato de 1998, Claudio fue vendido al club intimo por 60 mil euros.

### Alianza Lima
En la primera temporada en el nuevo equipo, Claudio formó una dupla goleadora con el "ruso" Roberto Silva. esa temporada jugó 22 partidos de liga y marcó 7 goles. Pizarro también debutó en la Copa Libertadores y la Copa Merconorte. En la Copa Merconorte, Claudio marcó dos goles contra el club boliviano The Strongest. El 15 de noviembre de 1998, Claudio marcó un hat-trick contra el club Alianza Atlético deSullana. El 13 de junio de 1999, Claudio anotó otro triplete - esta vez contra el Deportivo Municipal. El 8 de agosto, Claudio anotó cinco goles ante Unión Minas. En 1999, Claudio anotó 18 goles en 22 partidos para Alianza. Gracias a esto, su club logró tomar el segundo lugar en la primera mitad del campeonato, y el club alemán Werder Bremen se interesó por el delantero. El 13 de agosto, Pizarro disputó su último partido con Alianza, donde su equipo perdió ante Sport Boys con el marcador de 1-2, donde marcó el único gol del cuadro grone. A día siguiente, el delantero se trasladó al "Bremen" por 1,7 millones de dólares.

Cuando él no podía estar en el once inicial, era una ventaja muy grande para los rivales. Por eso es que dije lo que dije cuando dejó Alianza y se fue a Alemania, que el equipo perdía más del 50% de su capacidad ofensiva y que ahora iba a ser mucho más difícil campeonar.
Édgar Ospina, director técnico de Alianza Lima.

### Werder Bremen
Gracias a la buena campaña realizada, Claudio fue considerado el jugador revelación de la temporada. A partir de entonces lo llamaron "El Bombardero de los Andes". En aquel equipo Pizarro usaba la camiseta número 10. Los 29 goles que Pizarro marcó a lo largo de las dos temporadas lo convirtieron en la estrella del fútbol peruano, ya que en la temporada 2000/2001 anotó 19 goles en la bundesliga y quedó en el tercer puesto de la tabla de goleadores. El Bremen anunció impediría que Pizarro se trasladara a un club más grande, intensificando la disputa por los servicios del delantero peruano. Los medios indicaban que el Real Madrid y el F. C. Barcelona de España; el Inter de Milán, de Italia y el Borussia Dortmund, se encontraban en la carrera para contratar a Pizarro. Ésta fue la transferencia de mayor especulación del fútbol peruano. Finalmente, luego de semanas de especulaciones, Pizarro fue contratado por el Bayern de Múnich y se le entregó la camiseta número 14 del club, un número histórico ya que fue llevado por mucho tiempo por Karl-Heinz Rummenigge.

### Bayern de Múnich
En el año 2001, fue contratado por el Bayern de Múnich. Su debut no pudo ser más auspicioso, ya que anotó su primer gol con el equipo bávaro apenas a los cuatro minutos de iniciado el encuentro ante el Schalke 04 por la segunda fecha de la Bundesliga 2001-2002. Durante esa temporada, logró convertir 15 goles en la Bundesliga y 4 en la Liga de Campeones de la UEFA. También ganó la Copa Intercontinental disputada en Tokio en diciembre del 2001 luego de que el Bayern de Múnich derrotase por 1-0 al Boca Juniors de Argentina. Su primera temporada con el Bayern de Múnich anotó 20 goles.
En la campaña 2002-2003, Pizarro se coronó con el título de la Bundesliga (el primero en su carrera), lo que iba significando el mejor tramo de su paso por el fútbol alemán. Dicho campeonato lo reconoció en tres oportunidades como la figura del partido y desde que se inició la segunda rueda en febrero del 2003, tras recuperarse de una lesión, no dejó el titularato. Terminó el campeonato como tercer goleador con 15 dianas, a seis de Giovane Élber y Thomas Christiansen.
Así, culminada la temporada Pizarro, también llamado "Pizagol", obtuvo los siguientes títulos de la mano del Bayern de Múnich: campeón nacional alemán 2002/2003 en la Bundesliga de la Primera División y en la Copa Alemana, así como la clasificación a la Liga de Campeones 2003/2004, la misma que jugaría por tercera vez. Claudio Pizarro se erigió partido a partido en uno de los goleadores del torneo alemán, en la temporada 2005/2006 le dio el título de la copa de Alemania, ante el Eintracht Frankfurt, al marcar un gol en la final a la salida de un córner, con lo cual el bayern lograría un doblete consecutivo algo histórico para el fútbol alemán.
El contrato de Pizarro culminaba al final de la temporada 2006-07, y las negociaciones para una extensión no progresaban. Equipos como Sevilla F. C. o Benfica estaban a la espera para iniciar un movimiento.
Mientras tanto, el "Bombardero de los Andes" salió campeón de la temporada 2004/05 y, cumplidas 6 temporadas en el fútbol alemán, llegó a sumar 100 goles en la Bundesliga, cifra que solo tres jugadores extranjeros habían alcanzado en Alemania; Giovane Élber (133), Aílton (106) y Stéphane Chapuisat (106).
Pizarro más tarde rechazó una extensión de contrato ofrecida por el presidente del Bayern, Franz Beckenbauer, exigiendo un aumento de salario que enfureció a Karl-Heinz Rummenigge, quien fue citado diciendo que "Cualquier persona que quiera ganar tanto como Shevchenko, es mejor que empiece a jugar como Shevchenko".
El 20 de mayo de 2007, Bayern de Múnich anunció que Pizarro dejaría el club.

### Chelsea
A mediados de 2007, fue contratado por el club Chelsea de Inglaterra a pedido expreso del técnico portugués José Mourinho. Tuvo una buena actuación en su debut en la final de la Supercopa de Inglaterra en el mítico estadio de Wembley, ya en su debut en la Premier League, marco su primer gol para el equipo inglés. Con el correr de los partidos, según la prensa especializada, bajó su rendimiento al punto de ser duramente criticado por algunos de los seguidores del club londinense, todo esto debido a la dura competencia que tenía por el puesto, con delanteros de la talla de Didier Drogba, Andriy Shevchenko, Salomon Kalou y más tarde también con Nicolas Anelka, a pesar de eso se las arreglaba para alternar en los partidos e incluso marcar y habilitar, pero esto se agudizó con la repentina salida del técnico José Mourinho. La relación de Pizarro con la hinchada de ese club no fue de las mejores. El 17 de abril de 2008 el portal Goal.com consideró a Pizarro entre los 10 peores fichajes de la temporada en la FA Premier League inglesa, acentuando aún más su peor momento luego de batir el récord histórico como delantero menos prolífico en el Chelsea con solo dos anotaciones, esto debido a la poca continuidad que le daba el nuevo técnico, sin embargo en los pocos partidos que alternaba no desentonaba, como en el caso de los partidos de la Copa FA y la copa de la liga. Después de la salida del técnico portugués José Mourinho, Pizarro casi no pudo jugar dado que el técnico de origen israelita Avram Grant lo puso muy poco, incluso fue sustituido en la lista de la Champions por Anelka, quien a su vez falló el decisivo penal en la final de la Champions ante el Manchester United. Fue el mismo técnico quien trajo a su equipo al jugador francés Nicolas Anelka, quitándole posibilidad a Pizarro de ganar más minutos de juego e intentar consolidarse en el equipo.

### Retorno al Werder Bremen

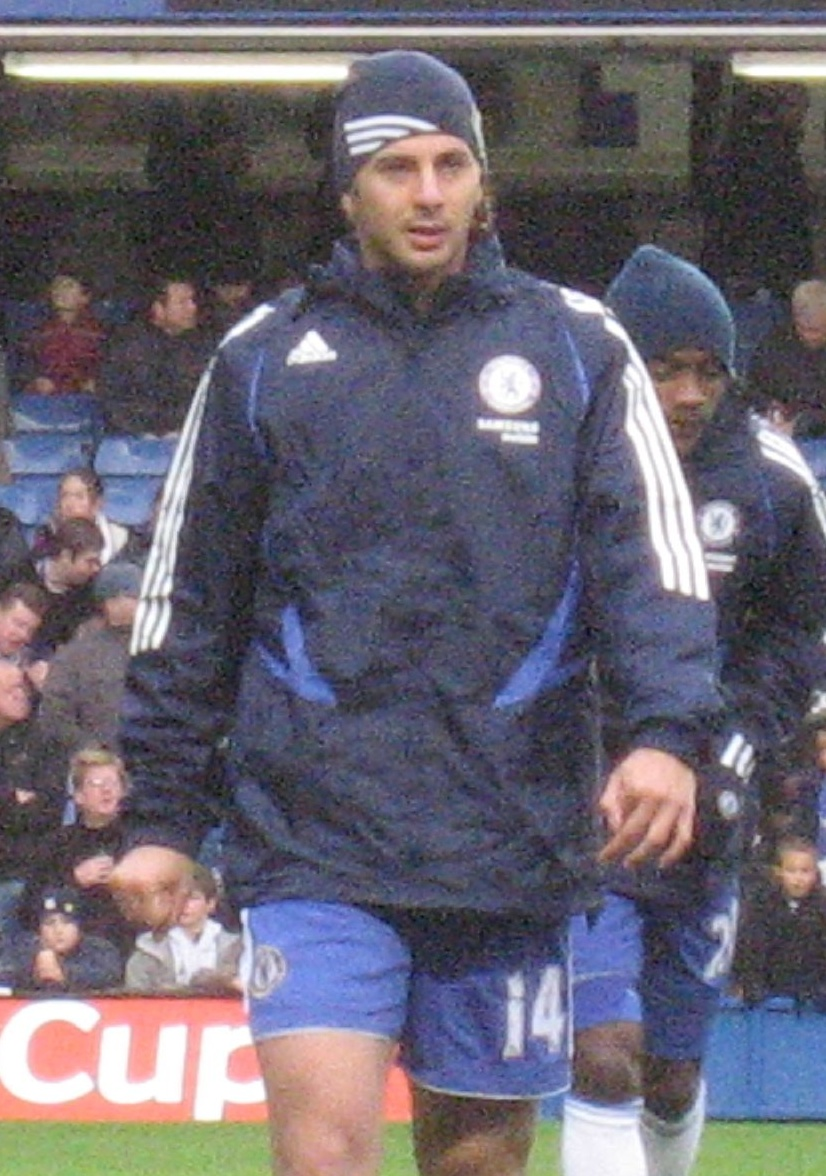
Pizarro en un entrenamiento con el Chelsea

En agosto de 2008, fue cedido al Werder Bremen, regresando después de 7 años. Su actuación en el equipo alemán dio un saldo positivo al marcar 17 goles en 26 partidos jugados. En la jornada 15 de la Bundesliga, marcó un triplete ante el Eintracht Frankfurt, siendo ovacionado por la afición del Werder Bremen, además de ser elegido el Mejor Jugador de la Jornada del campeonato alemán. En la jornada 26, volvió a convertir un triplete ante el Hannover.
En la temporada 2008-2009, Pizarro acumuló 28 goles en 46 encuentros, de los cuales 7 los marcó a nivel continental. Cuatro de ellos los marcó ante los grandes equipos de Milán: 2 al AC Milan y 2 al Inter, en la UEFA Champions League, mientras que al AC Milan lo hizo en la Copa de la UEFA. El doblete frente a este último le sirvió al Bremen para clasificarse a octavos de final y eliminar al cuadro rossonero en San Siro. Luego anotó el gol decisivo en el empate 3-3 contra el Udinese, que clasificó al Bremen a semifinales. Posteriormente fue vital en el triunfo de su equipo por 3-2 sobre el Hamburgo, marcando un gol, con lo que el Bremen logró el billete a la final de la Copa de la UEFA, que finalmente perdió frente al Shajtar Donetsk en Estambul.
Regresó al Chelsea en junio del 2009, y aunque disputó partidos con el Chelsea en el World Football Challenge, no tenía la confianza del entrenador Carlo Ancelotti, por lo que Pizarro regresó al Werder Bremen el 18 de agosto del mismo año, pero esta vez fue comprado.
En la temporada 2009-2010, se destacó nítidamente en la Bundesliga, siendo considerado 4 veces en el once ideal y anotando 16 goles en 26 partidos. Por otro lado, luego de anotar una tripleta ante el FC Twente se convirtió en el máximo goleador de la UEFA Europa League 2009-10, con 9 goles anotados en solo 8 partidos, superando en promedio al paraguayo Óscar Cardozo, que también anotó 9 goles pero en 12 partidos jugados, convirtiéndose así en el primer futbolista peruano en obtener este galardón.
El 6 de marzo de 2011, anotó su gol 138 en el fútbol alemán, en la victoria del Werder Bremen ante el Friburgo; superando así al famoso goleador alemán Uwe Seeler en el ranquin de los goleadores históricos de la Bundesliga.
El 15 de mayo de 2012, Klaus Allofs, director deportivo del Werder Bremen, anunció que el delantero no seguirá en el club la próxima temporada por decisión propia del jugador al no renovar contrato.

### Retorno al Bayern de Múnich

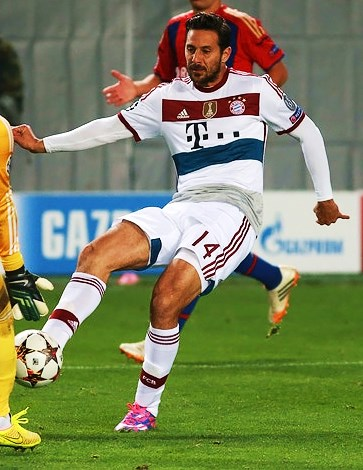
Claudio Pizarro en su última etapa futbolística.

El 24 de mayo de 2012, Pizarro viajó a Alemania, pidiendo permiso al técnico de la selección peruana Sergio Markarián, para arreglar unos asuntos personales. Al día siguiente, su padre anunció que Claudio había decidido fichar por el Bayern de Múnich a la cadena ESPN. Posteriormente, se confirmó en la página oficial del club su contratación, siendo el cuarto fichaje del Bayern para la temporada 2012/2013. El 30 de marzo de 2013, en un partido contra el Hamburgo S.V., Pizarro logra anotar cuatro goles y dos asistencias para una abultada goleada por 9-2 a favor del equipo muniqués.
El 6 de abril del 2013, Claudio Pizarro se consagró nuevamente campeón en la Bundesliga. El Bayern de Múnich derrotó 1-0 al Eintracht Frankfurt y logró matemáticamente su título 23 del torneo alemán 2013. Los bávaros se anticiparon en la fecha 28 pese a la victoria del Borussia Dortmund. A seis jornadas del final, el Bayern sacó 20 puntos de ventaja sobre el Borussia Dortmund que fue segundo, ganador de las dos últimas ediciones, y que se impuso al FC Augsburgo por 4-2. Claudio Pizarro y Carlos Zambrano se volvieron a ver las caras. Antes del inicio del encuentro, este saludó a su capitán de la selección peruana. Ambos se dieron un fuerte abrazo y dejaron la amistad por noventa minutos. Una asistencia desde la derecha del capitán Philipp Lahm fue rematada por Bastian Schweinsteiger para dar el título a su equipo a los 52 minutos. Así Pizarro logró ganar su cuarta Bundesliga con el Bayern de Múnich.
El 25 de mayo del 2013, Pizarro se consagró campeón de la Champions League 2012-13 con el Bayern de Múnich, que vencieron en la final 2-1 al Borussia Dortmund con un gol a los 89 minutos. El ‘Bombardero’ es el segundo peruano en alzar la Liga de Campeones (Ex Copa de Europa) junto a Víctor Benítez. Bayern de Múnich derrotó a Borussia Dortmund en la cuarta final entre equipos de un mismo país. El escenario fue el mítico Estadio de Wembley con goles de Mario Mandžukić y Arjen Robben en los últimos minutos el Bayern de Múnich conquistó su Champions League número 5. Claudio Pizarro fue uno de los más felices tras salir campeón de la Champions League. El peruano llegó al Bayern de Múnich con esa misión y la cumplió. El Bombardero decidió volver esta temporada al Bayern de Múnich por una sola razón: salir campeón de la Bundesliga, Copa de Alemania y Champions League. El ‘Bombardero’ ya lo ganó todo jugando para clubes alemanes. Su primer título fue la Copa Intercontinental 2001. El soñado triplete. El primero ya lo logró hace algunas semanas y 25 de mayo se adjudicó la ‘Orejona’, luego de que los Bávaros vencieran 2-1 al Borussia Dortmund en la final.
En la temporada 2014/2015, jugó solo 17 partidos y marcó un gol en la Copa de Alemania.

### Tercer ciclo en el Werder Bremen
El 7 de septiembre del 2015, se confirmó que Pizarro volvería al Werder Bremen, desatando locura en los hinchas alemanes que lo esperaban en multitud en el aeropuerto. Con los lagartos vuelve a jugar el 13 de septiembre en la visita al TSG 1899 Hoffenheim ingresando en el minuto 82' en reemplazo de Ulisses García. Pizarro fue vital para su equipo metiendo una asistencia en el minuto 91' para que Anthony Ujah marcara el 1-2, el Bremen siguió enchufado con el ingreso de Claudio y acabó ganando el partido 1-3, los hinchas visitantes ovacionaron al Bombardero de los Andes en todo el Rhein-Neckar-Arena.
Su primer gol, en la temporada desde su retorno al Werder Bremen fue en noviembre de 2015 en un partido de liga ante el Ausburgo.

### Colonia

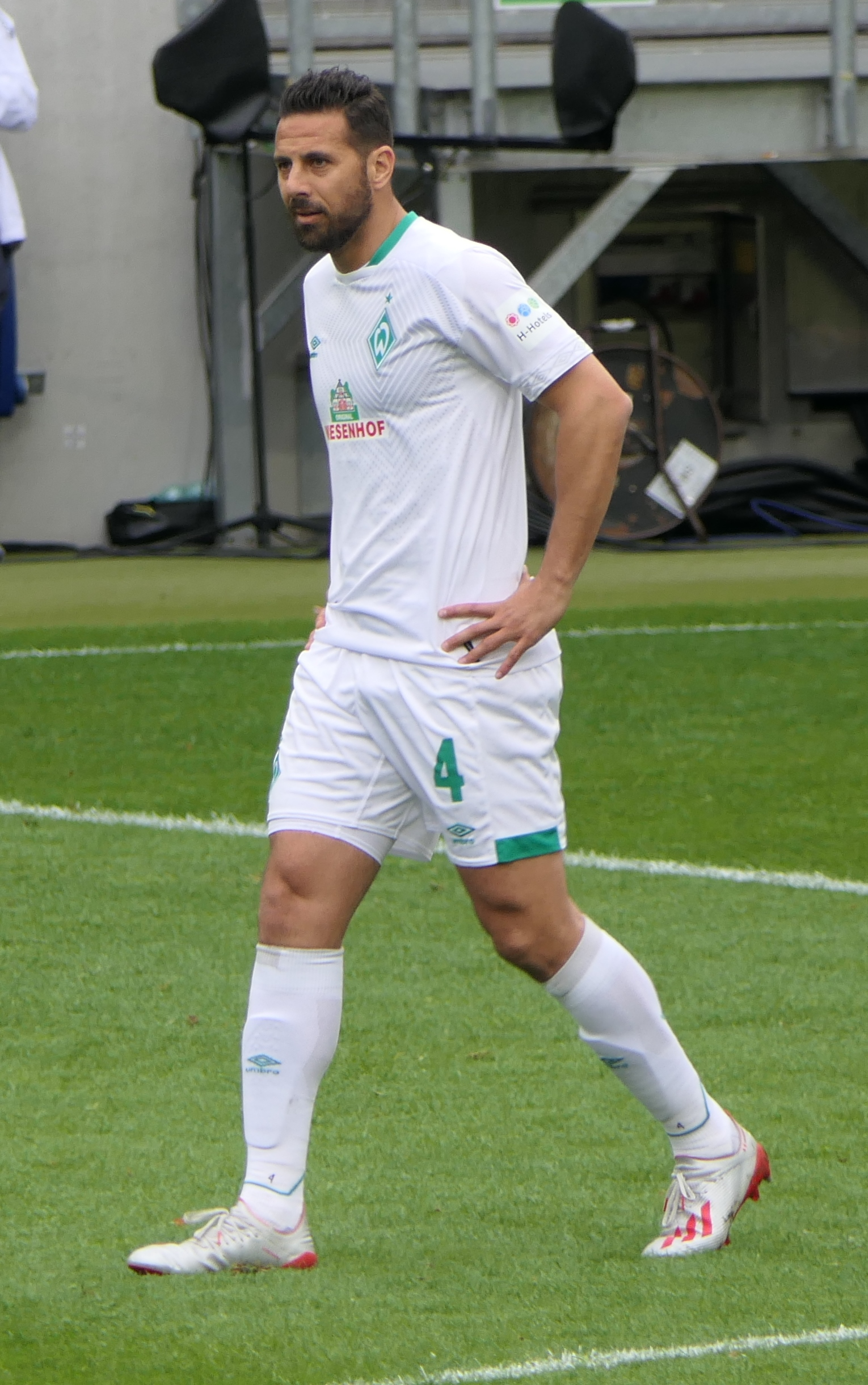
Pizarro con la camiseta del Werder Bremen en 2019.

El Colonia ficha para la temporada 2017-18 al ya veterano delantero de 39 años, quien no tenía equipo desde su salida del Werder Bremen la pasada temporada, utilizando el número 39 en su camiseta y firmando contrato hasta el final de temporada. Debido a su edad y su poca regularidad, Pizarro nunca pudo llegar a ser titular en el equipo, solo era utilizado para recambio de los jugadores inicialistas. Tanto así que su primer y único gol con el Colonia lo anotó el 4 de marzo de 2018 ante el Stuttgart (partido donde si inició como titular) luego de casi un año sin anotar goles, llegando a un total de 192 anotaciones en 430 partidos y casi 20 años en la Bundesliga, convirtiéndose en el máximo goleador extranjero en la historia del fútbol alemán. Pese a esto, el equipo terminó último en la tabla de posiciones descendiendo a Segunda División.

### Cuarto ciclo en el Werder Bremen
El 29 de julio de 2018, se hizo oficial su vuelta al Werder Bremen, siendo su cuarta etapa en el club, firmando por una temporada y así finalizar su carrera deportiva en el mismo club con el que debutó en la 1. Bundesliga.
Se retiró el 6 de julio de 2020 en la promoción frente al Heidenheim en la cual su equipo el Werder Bremen logró la permanencia.

## Selección nacional
En la selección de fútbol de Perú, Pizarro debutó el 10 de febrero de 1999 en un partido amistoso con la selección de Ecuador, que terminó con la derrota de los peruanos con marcador de 1-2. Una semana después, los peruanos volvieron a disputar un partido con los ecuatorianos, y en este partido Claudio abrió el marcador con sus goles para la selección nacional. Ese mismo año, el técnico de la selección, Juan Carlos Oblitas, incluyó a Pizarro en la lista de jugadores de la selección para jugar la Copa América 1999, realizada en Paraguay. Perú dejó la fase de grupos en segundo lugar, superando a Japón y Bolivia y perdiendo solo ante los anfitriones del torneo. En los cuartos de final perdieron ante la selección mexicana que empataron el marcador en el tiempo reglamentario solo en el minuto 87 del partido y son eliminados por penales. Claudio Pizarro participó en los 4 partidos, pero no pudo marcar goles.
Al año siguiente, Pizarro fue convocado para la selección de fútbol sub-20 del Perú para el torneo clasificatorio para los Juegos Olímpicos de Sídney. Claudio jugó en los 4 partidos, en los que anotó 5 goles, pero esto no ayudó a su equipo, que se quedó solo con el 3.er lugar en su grupo y no logró avanzar.
Ese mismo año comenzó el torneo de clasificación para el Mundial de 2002. La selección no logró clasificar al mundial, donde ocuparon el octavo lugar. Claudio jugó 14 partidos y marcó solo 2 goles. El 8 de noviembre de 2001, en el partido número 17 de las clasificatorias contra Argentina, recibió una tarjeta roja por golpear a Javier Zanetti con el codo en la cara.
En 2004, Pizarro fue a su segunda Copa América en su país, Perú como capitán de la selección nacional. En el primer partido con los bolivianos, que terminó en empate con marcador de 2-2, Claudio marcó el primer gol con la camiseta de su selección desde el punto de penalti. En el partido siguiente contra Venezuela, Claudio recibió dos tarjetas amarillas y fue expulsado en el minuto 87 del partido. Según constató el examen posterior al partido, Pizarro recibió una fractura en el cráneo en el mismo partido luego de una de las colisiones del juego. Pizarro voló de inmediato a Alemania para una operación y no jugó más partidos en ese torneo. Ya sin el capitán, los peruanos alcanzaron los cuartos de final, en los que perdieron ante Argentina ante una mínima diferencia.
La siguiente ronda clasificatoria para la Copa del Mundo tampoco fue exitosa para los peruanos, que ocuparon el noveno lugar entre todos los equipos. Pizarro participó en 11 partidos y marcó un solo gol. En 2006, Pizarro jugó solo 2 partidos con la selección peruana, luego se negó a jugar para la selección nacional ya que dijo que solo regresaría después de la partida de Franco Navarro. En julio de 2007, Navarro fue despedido y reemplazado por Julio César Uribe.
Con un nuevo entrenador, Pizarro regresó de inmediato a la selección nacional y disputó su tercera Copa América, realizado en Venezuela. La selección peruana terminó en segundo lugar en fase de grupos, derrotando a la selección uruguaya, perdiendo ante los anfitriones del torneo y empatando con la selección boliviana con un marcador de 2-2, ambos goles de Perú fueron marcados por Pizarro. En los cuartos de final, los peruanos cayeron contra Argentina, que los derrotó con marcador de 0-4.
Después de la Copa América. Pizarro participó en los primeros cuatro partidos de la Clasificación de Conmebol para la Copa Mundial de Fútbol de 2010, pero pronto estalló un escándalo. Tras el partido con Brasil, realizado el 18 de noviembre de 2007, Pizarro, junto a otros jugadores de la selección de Perú, entre ellos Santiago Acasiete, Jefferson Farfan y Andrés Mendoza realizaron una fiesta en la que bebieron alcohol en compañía de prostitutas. La Federación Peruana de Fútbol por violación del régimen deportivo, suspendió a los cuatro jugadores de jugar para la selección nacional durante un año y medio, además de que se les impuso una multa de 10 mil libras a cada uno. Unos días después, Pizarro expresó su deseo de impugnar la decisión de la federación:

Estoy muy sorprendido por las sanciones que me aplicaron a mí y a mis socios. Puedo dar fe de mí mismo: no rompí el régimen y, a su debido tiempo, estaba en la base de la selección nacional. Hubo rumores de que incluso tenía la intención de dejar el equipo del país después de lo que sucedió, pero no puedo imaginar de dónde vienen estas especulaciones. La selección de Perú es mi patria, mi sueño, y pretendo defender su honor y beneficiarla con goles marcados

Posteriormente, todos los jugadores, excepto Andrés Mendoza, fueron reducidos en su suspensión de dieciocho meses a tres.
En 2008, Pizarro nuevamente comenzó a hablar a la dirigencia de la federación de que no jugaría para la selección de Perú hasta el entrenador José Del Solar no se jubilará:

Estoy indignado por todo lo que pasa hoy con la selección. Estamos en muy malas condiciones, los socios no tienen interacción y la federación ni siquiera ha organizado partidos amistosos en previsión de importantes encuentros con Argentina y Venezuela.

En 2009, Claudio Pizarro interpuso una demanda contra la Federación de Fútbol del Perú ante el Tribunal de Arbitraje Deportivo (TAS) en el que demostró su inocencia en este caso; aun así, fue privado de jugar el resto de las eliminatorias mundialistas.
Con la llegada del técnico uruguayo Sergio Markarián, Claudio Pizarro regresó a la Blanquirroja como capitán. Jugó los amistosos de preparación y si bien, no pudo jugar la Copa América 2011 por lesión, retornó para las clasificatorias. En las eliminatorias rumbo a Brasil 2014 anotó un gol ante Chile en Santiago el 11 de octubre de 2011 y marcó el gol de la victoria ante Ecuador, en Lima, el 7 de junio de 2013. Abrió el marcador ante Argentina, en Buenos Aires, el 11 de octubre de 2013 aunque ese gol no impidió la derrota final de su escuadra (1-3). Volvió a la selección nuevamente ante Guatemala el 14 de octubre donde Perú ganó 1-0 con gol de Carlos Ascues.
Con la llegada de Ricardo Gareca al banco de la selección inca, Pizarro fue convocado para jugar la Copa América 2015, anotando el gol del triunfo (1-0) sobre Venezuela para obtener pasar de fase de grupos, siendo este su último gol con la selección. Su último partido fue el 29 de marzo de 2016 contra Uruguay en la derrota 1-0 por la Clasificación para la Copa Mundial 2018.

### Participaciones en Copa América
| Copa              | Sede      | Resultado        | Partidos | Goles | Prom. |
| ----------------- | --------- | ---------------- | -------- | ----- | ----- |
| Copa América 1999 | Paraguay  | Cuartos de final | 4        | 0     | 0.00  |
| Copa América 2004 | Perú      | Cuartos de final | 2        | 1     | 0.50  |
| Copa América 2007 | Venezuela | Cuartos de final | 4        | 2     | 0.50  |
| Copa América 2015 | Chile     | Tercer lugar     | 4        | 1     | 0.25  |
| Total             | Total     | Total            | 14       | 4     | 0.29  |

### Participaciones en Clasificatorias a Copas del Mundo
| Eliminatorias                    | Sede       | Selección | Resultado           | Partidos | Goles | Asist. |
| -------------------------------- | ---------- | --------- | ------------------- | -------- | ----- | ------ |
| Eliminatorias Sudamericanas 2002 | Sudamérica | Perú      | 8.º (No clasificó)  | 13       | 2     | 0      |
| Eliminatorias Sudamericanas 2006 | Sudamérica | Perú      | 9.º (No clasificó)  | 11       | 1     | 3      |
| Eliminatorias Sudamericanas 2010 | Sudamérica | Perú      | 10.º (No clasificó) | 4        | 0     | 0      |
| Eliminatorias Sudamericanas 2014 | Sudamérica | Perú      | 7.º (No clasificó)  | 13       | 3     | 1      |
| Eliminatorias Sudamericanas 2018 | Sudamérica | Perú      | 5.º (Clasificado)   | 4        | 0     | 0      |
| Total                            | Total      | Total     | Total               | 45       | 6     | 4      |

## Estadísticas

### Clubes
| Deportivo Pesquero · Perú |                     |                     |     |     |    |    |    |    |     |    |     |     |      |      |      |
| 1.ª | 1996                | 17                  | 5   | 3   | —  | —  | —  | —  | —   | —  | 17  | 5   | 3    | 0,29 |      |
| 1.ª | 1997                | 23                  | 8   | 2   | —  | —  | —  | —  | —   | —  | 23  | 8   | 2    | 0,35 |      |
| Total club | Total club          | 40                  | 13  | 5   | 0  | 0  | 0  | 0  | 0   | 0  | 40  | 13  | 5    | 0,33 |      |
| Alianza Lima · Perú |                     |                     |     |     |    |    |    |    |     |    |     |     |      |      |      |
| 1.ª | 1998                | 22                  | 7   | 5   | —  | —  | —  | 6  | 0   | 0  | 28  | 7   | 5    | 0,42 |      |
| 1.ª | 1999                | 24                  | 17  | 3   | —  | —  | —  | —  | —   | —  | 24  | 17  | 3    | 0,61 |      |
| Total club | Total club          | 46                  | 24  | 8   | 0  | 0  | 0  | 6  | 0   | 0  | 52  | 24  | 8    | 0,52 |      |
| Werder Bremen · Alemania |                     |                     |     |     |    |    |    |    |     |    |     |     |      |      |      |
| 1.ª | 1999-00             | 25                  | 10  | 5   | 5  | 2  | 0  | 9  | 3   | 0  | 39  | 15  | 5    | 0,38 |      |
| 1.ª | 2000-01             | 31                  | 19  | 7   | 1  | 0  | 0  | 5  | 4   | 0  | 37  | 23  | 7    | 0,62 |      |
| Total 1.ª etapa | Total 1.ª etapa     | 56                  | 29  | 12  | 6  | 2  | 0  | 14 | 7   | 0  | 76  | 38  | 12   | 0,50 |      |
| Bayern Múnich · Alemania |                     |                     |     |     |    |    |    |    |     |    |     |     |      |      |      |
| 1.ª | 2001-02             | 30                  | 15  | 2   | 4  | 0  | 0  | 16 | 4   | 1  | 50  | 19  | 3    | 0,38 |      |
| 1.ª | 2002-03             | 31                  | 15  | 5   | 7  | 2  | 2  | 7  | 2   | 1  | 45  | 19  | 8    | 0,42 |      |
| 1.ª | 2003-04             | 31                  | 11  | 4   | 5  | 1  | 1  | 7  | 0   | 2  | 43  | 12  | 7    | 0,28 |      |
| 1.ª | 2004-05             | 23                  | 11  | 4   | 5  | 6  | 3  | 7  | 4   | 3  | 35  | 21  | 10   | 0,60 |      |
| 1.ª | 2005-06             | 26                  | 11  | 4   | 6  | 5  | 0  | 6  | 1   | 0  | 38  | 17  | 4    | 0,45 |      |
| 1.ª | 2006-07             | 33                  | 8   | 6   | 2  | 0  | 0  | 10 | 4   | 1  | 45  | 12  | 7    | 0,27 |      |
| Total 1.ª etapa | Total 1.ª etapa     | 174                 | 71  | 25  | 29 | 14 | 6  | 53 | 15  | 8  | 256 | 100 | 39   | 0,48 |      |
| Chelsea Inglaterra |                     |                     |     |     |    |    |    |    |     |    |     |     |      |      |      |
| 1.ª | 2007-08             | 21                  | 2   | 1   | 9  | 0  | 3  | 2  | 0   | 0  | 32  | 2   | 4    | 0,06 |      |
| Total club | Total club          | 21                  | 2   | 1   | 9  | 0  | 3  | 2  | 0   | 0  | 32  | 2   | 4    | 0,06 |      |
| Werder Bremen · Alemania |                     |                     |     |     |    |    |    |    |     |    |     |     |      |      |      |
| 1.ª | 2008-09             | 26                  | 17  | 2   | 5  | 4  | 3  | 15 | 7   | 1  | 46  | 28  | 6    | 0,61 |      |
| 1.ª | 2009-10             | 26                  | 16  | 3   | 4  | 1  | 1  | 10 | 12  | 6  | 40  | 29  | 10   | 0,73 |      |
| 1.ª | 2010-11             | 22                  | 9   | 5   | 2  | 2  | 0  | 5  | 3   | 1  | 29  | 14  | 6    | 0,48 |      |
| 1.ª | 2011-12             | 29                  | 18  | 10  | 0  | 0  | 0  | —  | —   | —  | 29  | 18  | 10   | 0,62 |      |
| Total 2.ª etapa | Total 2.ª etapa     | 103                 | 60  | 20  | 11 | 7  | 4  | 30 | 22  | 8  | 144 | 89  | 32   | 0,62 |      |
| Bayern Múnich · Alemania |                     |                     |     |     |    |    |    |    |     |    |     |     |      |      |      |
| 1.ª |                     |                     |     |     |    |    |    |    |     |    |     |     |      |      |      |
| 2012-13 | 20                  | 6                   | 7   | 2   | 3  | 2  | 6  | 4  | 0   | 28 | 13  | 9   | 0,46 |      |      |
| 2013-14 | 17                  | 10                  | 3   | 3   | 1  | 1  | 6  | 0  | 0   | 26 | 11  | 4   | 0,42 |      |      |
| 2014-15 | 13                  | 0                   | 1   | 2   | 1  | 0  | 2  | 0  | 0   | 17 | 1   | 1   | 0,06 |      |      |
| Total 2.ª etapa | Total 2.ª etapa     | 50                  | 16  | 11  | 7  | 5  | 3  | 14 | 4   | 0  | 71  | 25  | 14   | 0,35 |      |
| Total club | Total club          | 224                 | 87  | 36  | 36 | 19 | 9  | 67 | 19  | 8  | 327 | 125 | 53   | 0,38 |      |
| Werder Bremen · Alemania | 1.ª                 |                     |     |     |    |    |    |    |     |    |     |     |      |      |      |
| Werder Bremen · Alemania | 1.ª                 | 2015-16             | 28  | 14  | 3  | 4  | 2  | 2  | —   | —  | —   | 32  | 16   | 5    | 0,50 |
| Werder Bremen · Alemania | 1.ª                 | 2016-17             | 19  | 1   | 2  | —  | —  | —  | —   | —  | —   | 19  | 1    | 2    | 0,05 |
| Werder Bremen · Alemania | Total 3.ª etapa     | Total 3.ª etapa     | 47  | 15  | 5  | 4  | 2  | 2  | 0   | 0  | 0   | 51  | 17   | 7    | 0,33 |
| Köln · Alemania |                     |                     |     |     |    |    |    |    |     |    |     |     |      |      |      |
| 1.ª | 2017-18             | 16                  | 1   | 1   | —  | —  | —  | —  | —   | —  | 16  | 1   | 1    | 0,06 |      |
| Total club | Total club          | 16                  | 1   | 1   | 0  | 0  | 0  | 0  | 0   | 0  | 16  | 1   | 1    | 0,06 |      |
| Werder Bremen · Alemania | 1.ª                 |                     |     |     |    |    |    |    |     |    |     |     |      |      |      |
| Werder Bremen · Alemania | 1.ª                 | 2018-19             | 26  | 5   | 2  | 4  | 2  | 0  | —   | —  | —   | 30  | 7    | 2    | 0,30 |
| Werder Bremen · Alemania | 1.ª                 | 2019-20             | 18  | 0   | 0  | 1  | 2  | 0  | —   | —  | —   | 19  | 2    | 0    | 0,11 |
| Werder Bremen · Alemania | Total 4.ª etapa     | Total 4.ª etapa     | 44  | 5   | 2  | 5  | 4  | 0  | 0   | 0  | 0   | 49  | 9    | 2    | 0,18 |
| Werder Bremen · Alemania | Total club          | Total club          | 250 | 109 | 39 | 26 | 15 | 6  | 44  | 29 | 8   | 320 | 153  | 53   | 0,43 |
| Total en su carrera | Total en su carrera | Total en su carrera | 605 | 240 | 82 | 71 | 34 | 18 | 113 | 48 | 16  | 789 | 322  | 124  | 0,41 |
| (1) Incluye datos de la Community Shield / Copa de la Liga de Inglaterra / FA Cup (2007-08); Copa de la Liga de Alemania / Supercopa de Alemania (2002-13); Copa de Alemania (1999-19). (2) Incluye datos de la Copa Libertadores / Copa Merconorte (1998); Copa de la UEFA/Liga Europa de la UEFA (1999- 10); Supercopa de Europa / Copa Intercontinental / Copa Mundial de Clubes de la FIFA (2001-13); Liga de Campeones de la UEFA (2001-14). (3) Media de goles por encuentro. No incluye goles en partidos amistosos. |                     |                     |     |     |    |    |    |    |     |    |     |     |      |      |      |

### Selecciones
| Selección | Año           | Amistosos | Amistosos | Amistosos | Sudamérica(1) | Sudamérica(1) | Sudamérica(1) | Mundial | Mundial | Mundial | Total | Total | Total  | Media goleadora |
| Selección | Año           | Part.     | Goles     | Asist.    | Part.         | Goles         | Asist.        | Part.   | Goles   | Asist.  | Part. | Goles | Asist. | Media goleadora |
| --- | ------------- | --------- | --------- | --------- | ------------- | ------------- | ------------- | ------- | ------- | ------- | ----- | ----- | ------ | --------------- |
| Sub-17 · Perú                                                                                                   | 1995          | —         | —         | —         | 3             | 0             | 2             | —       | —       | —       | 3     | 0     | 2      | 0,00            |
| Sub-17 · Perú                                                                                                   | Total         | 0         | 0         | 0         | 3             | 0             | 2             | 0       | 0       | 0       | 3     | 0     | 2      | 0,00            |
| Sub-20 · Perú                                                                                                   | 1997          | —         | —         | —         | 3             | 0             | 1             | —       | —       | —       | 3     | 0     | 1      | 0,00            |
| Sub-20 · Perú                                                                                                   | Total         | 0         | 0         | 0         | 3             | 0             | 1             | 0       | 0       | 0       | 3     | 0     | 1      | 0,00            |
| Olímpica · Perú                                                                                                 | 2000          | —         | —         | —         | 4             | 5             | 2             | —       | —       | —       | 4     | 5     | 2      | 1,25            |
| Olímpica · Perú                                                                                                 | Total         | 0         | 0         | 0         | 4             | 5             | 2             | 0       | 0       | 0       | 4     | 5     | 2      | 1,25            |
| Adulta · Perú                                                                                                   | 1999          | 7         | 3         | 2         | 4             | 0             | 0             | —       | —       | —       | 11    | 3     | 2      | 0,27            |
| Adulta · Perú                                                                                                   | 2000          | —         | —         | —         | 8             | 0             | 0             | —       | —       | —       | 8     | 0     | 0      | 0,00            |
| Adulta · Perú                                                                                                   | 2001          | —         | —         | —         | 6             | 2             | 0             | —       | —       | —       | 6     | 2     | 0      | 0,33            |
| Adulta · Perú                                                                                                   | 2002          | —         | —         | —         | —             | —             | —             | —       | —       | —       | 0     | 0     | 0      | 0,00            |
| Adulta · Perú                                                                                                   | 2003          | 4         | 3         | 0         | 4             | 0             | 1             | —       | —       | —       | 8     | 3     | 1      | 0,38            |
| Adulta · Perú                                                                                                   | 2004          | 1         | 0         | 0         | 5             | 2             | 0             | —       | —       | —       | 6     | 2     | 0      | 0,33            |
| Adulta · Perú                                                                                                   | 2005          | —         | —         | —         | 4             | 0             | 2             | —       | —       | —       | 4     | 0     | 2      | 0,00            |
| Adulta · Perú                                                                                                   | 2006          | 2         | 1         | 1         | —             | —             | —             | —       | —       | —       | 2     | 1     | 1      | 0,50            |
| Adulta · Perú                                                                                                   | 2007          | 2         | 0         | 0         | 8             | 2             | 0             | —       | —       | —       | 10    | 2     | 0      | 0,20            |
| Adulta · Perú                                                                                                   | 2008          | —         | —         | —         | —             | —             | —             | —       | —       | —       | 0     | 0     | 0      | 0               |
| Adulta · Perú                                                                                                   | 2009          | —         | —         | —         | —             | —             | —             | —       | —       | —       | 0     | 0     | 0      | 0               |
| Adulta · Perú                                                                                                   | 2010          | —         | —         | —         | —             | —             | —             | —       | —       | —       | 0     | 0     | 0      | 0               |
| Adulta · Perú                                                                                                   | 2011          | 3         | 1         | 0         | 3             | 1             | 1             | —       | —       | —       | 6     | 2     | 1      | 0,33            |
| Adulta · Perú                                                                                                   | 2012          | 2         | 1         | 0         | 3             | 0             | 0             | —       | —       | —       | 5     | 1     | 0      | 0,20            |
| Adulta · Perú                                                                                                   | 2013          | 2         | 1         | 0         | 7             | 2             | 0             | —       | —       | —       | 9     | 3     | 0      | 0,33            |
| Adulta · Perú                                                                                                   | 2014          | 1         | 0         | 0         | —             | —             | —             | —       | —       | —       | 1     | 0     | 0      | 0,00            |
| Adulta · Perú                                                                                                   | 2015          | 1         | 0         | 0         | 6             | 1             | 0             | —       | —       | —       | 7     | 1     | 0      | 0,14            |
| Adulta · Perú                                                                                                   | 2016          | —         | —         | —         | 2             | 0             | 0             | —       | —       | —       | 2     | 0     | 0      | 0,00            |
| Adulta · Perú                                                                                                   | Total         | 25        | 10        | 3         | 60            | 10            | 4             | 0       | 0       | 0       | 85    | 20    | 7      | 0,24            |
| Total carrera                                                                                                   | Total carrera | 25        | 10        | 3         | 70            | 15            | 9             | 0       | 0       | 0       | 95    | 25    | 12     | 0,26            |
| (1) Incluye los partidos del Preolímpico Sub-23 (2000); Copa América / Clasificatorias Sudamericanas (1999-16). |               |           |           |           |               |               |               |         |         |         |       |       |        |                 |

### Resumen estadístico
| Competición           | Partidos | Goles | Promedio | Asistencias | Promedio | Goles y asistencias | Promedio |
| --------------------- | -------- | ----- | -------- | ----------- | -------- | ------------------- | -------- |
| Primera División      | 596      | 236   | 0,40     | 81          | 0,14     | 317                 | 0,53     |
| Copas nacionales      | 71       | 34    | 0,48     | 16          | 0,23     | 50                  | 0,70     |
| Copas internacionales | 124      | 50    | 0,40     | 12          | 0,10     | 62                  | 0,50     |
| Selección absoluta    | 85       | 27    | 0,24     | 20          | 0,8      | 47                  | 0,5      |
| Selección olímpica    | 4        | 5     | 1,25     | 2           | 0,50     | 7                   | 1,75     |
| Selección sub-20      | 3        | 0     | 0,00     | 1           | 0,33     | 1                   | 0,33     |
| Selección sub-17      | 3        | 0     | 0,00     | 2           | 0,67     | 2                   | 0,67     |
| Total                 | 886      | 345   | 0,39     | 121         | 0,14     | 466                 | 0,53     |

### Hat-tricks
| 1  | 14 de noviembre de 1998  | Alejandro Villanueva, Lima   | Alianza Lima - Alianza Atlético     |  | 4 - 2 | Campeonato Descentralizado 1998      |
| 2  | 13 de junio de 1999      | Alejandro Villanueva, Lima   | Alianza Lima - Deportivo Municipal  |  | 3 - 0 | Campeonato Descentralizado 1999      |
| 3  | 8 de agosto de 1999      | Alejandro Villanueva, Lima   | Alianza Lima - Unión Minas          |  | 7 - 1 | Campeonato Descentralizado 1999      |
| 4  | 19 de septiembre de 1999 | Volkswagen-Arena, Wolfsburgo | VfL Wolfsburgo - Werder Bremen      |  | 2 - 7 | 1. Bundesliga 1999-00                |
| 5  | 22 de enero de 2000      | Arnaldo Busatto, Cascavel    | Perú Olímpico - Paraguay Olímpico   |  | 4 - 2 | Preolímpico Sub-23 2000              |
| 6  | 9 de noviembre de 2000   | Cristal Arena, Genk          | KRC Genk - Werder Bremen            |  | 2 - 5 | Copa de la UEFA 2000-01              |
| 7  | 2 de marzo de 2005       | Dreisamstadion, Friburgo     | SC Friburgo - Bayern de Múnich      |  | 0 - 7 | Copa de Alemania 2004-05             |
| 8  | 29 de noviembre de 2008  | Weserstadion, Bremen         | Werder Bremen - Eintracht Fráncfort |  | 5 - 0 | 1. Bundesliga 2008-09                |
| 9  | 5 de abril de 2009       | Weserstadion, Bremen         | Werder Bremen - Hannover 96         |  | 4 - 1 | 1. Bundesliga 2008-09                |
| 10 | 25 de febrero de 2010    | Weserstadion, Bremen         | Werder Bremen - FC Twente           |  | 4 - 1 | Liga Europa de la UEFA 2009-10       |
| 11 | 5 de noviembre de 2011   | Weserstadion, Bremen         | Werder Bremen - 1. FC Köln          |  | 3 - 2 | 1. Bundesliga 2011-12                |
| 12 | 7 de noviembre de 2012   | Allianz Arena, Múnich        | Bayern de Múnich - LOSC Lille       |  | 6 - 1 | Liga de Campeones de la UEFA 2012-13 |
| 13 | 30 de marzo de 2013      | Allianz Arena, Múnich        | Bayern de Múnich - Hamburgo SV      |  | 9 - 2 | 1. Bundesliga 2012-13                |
| 14 | 2 de marzo de 2016       | BayArena, Leverkusen         | Bayer 04 Leverkusen - Werder Bremen |  | 1 - 4 | 1. Bundesliga 2015-16                |

## Palmarés

### Campeonatos cortos
| Título          | Club         | País | Año  |
| --------------- | ------------ | ---- | ---- |
| Torneo Clausura | Alianza Lima | Perú | 1999 |

### Campeonatos nacionales
| Título                | Club             | País     | Año     |
| --------------------- | ---------------- | -------- | ------- |
| Copa de Alemania      | Bayern de Múnich | Alemania | 2002-03 |
| Bundesliga            | Bayern de Múnich | Alemania | 2003-04 |
| Bundesliga            | Bayern de Múnich | Alemania | 2004-05 |
| Copa de la Liga       | Bayern de Múnich | Alemania | 2004    |
| Copa de Alemania      | Bayern de Múnich | Alemania | 2004.05 |
| Bundesliga            | Bayern de Múnich | Alemania | 2005-06 |
| Copa de Alemania      | Bayern de Múnich | Alemania | 2005-06 |
| Copa de la Liga       | Bayern de Múnich | Alemania | 2007    |
| Copa de Alemania      | Werder Bremen    | Alemania | 2008-09 |
| Supercopa de Alemania | Werder Bremen    | Alemania | 2009    |
| Supercopa de Alemania | Bayern de Múnich | Alemania | 2012    |
| Bundesliga            | Bayern de Múnich | Alemania | 2012-13 |
| Copa de Alemania      | Bayern de Múnich | Alemania | 2012-13 |
| Bundesliga            | Bayern de Múnich | Alemania | 2013-14 |
| Copa de Alemania      | Bayern de Múnich | Alemania | 2013-14 |
| Bundesliga            | Bayern de Múnich | Alemania | 2014-15 |

### Campeonatos internacionales
| Título                | Club             | País            | Año     |
| --------------------- | ---------------- | --------------- | ------- |
| Copa Intercontinental | Bayern de Múnich | Japón           | 2001    |
| Liga de Campeones     | Bayern de Múnich | Inglaterra      | 2012-13 |
| Supercopa de Europa   | Bayern de Múnich | República Checa | 2013    |
| Mundial de Clubes     | Bayern de Múnich | Marruecos       | 2013    |

### Distinciones individuales
| Distinción                                                                                                | Año        |
| --- | ---------- |
| Mejor Futbolista Peruano del Año por el Instituto Peruano del Deporte                                     | 1999       |
| Mejor jugador de la Primera División del Perú                                                             | 1999       |
| Máximo goleador de la Selección Peruana en el Torneo Preolímpico Sudamericano Sub-23 de 2000              | 2000       |
| Jugador Revelación de la Bundesliga                                                                       | 2000       |
| Mejor fichaje de la Bundesliga                                                                            | 2000       |
| La Jugada y el gol más Destacado del año de la Bundesliga (gol al Schalke 04)                             | 2000       |
| Segundo máximo goleador de la Bundesliga (19 goles)                                                       | 2000       |
| Mejor jugador de la Bundesliga                                                                            | 2000       |
| Incluido en el XI ideal de la temporada 2000/01 de la Bundesliga                                          | 2000       |
| Máximo goleador de la Selección Peruana en las Clasificatorias para la Copa Mundial de 2002               | 2001       |
| Tercer goleador de la Bundesliga (15 goles)                                                               | 2002       |
| Máximo Goleador de la Copa de Alemania 2004-05                                                            | 2004       |
| Mejor jugador del partido - Bayern de Múnich vs Arsenal por los octavos de la UEFA Champions League       | 2004       |
| Premios Fox Sports: Mejor Futbolista latinoamericano en Europa                                            | 2005       |
| Máximo Goleador de la Copa de Alemania 2005-06                                                            | 2005       |
| Mejor jugador de la Copa de Alemania 2005-06                                                              | 2005       |
| Máximo Goleador del Bayern de Múnich en la Liga de Campeones de la UEFA 2006-07                           | 2006       |
| Máximo Goleador Extranjero en la historia de la Bundesliga                                                | 2010-2019  |
| Mejor jugador del partido - Werden Bremen vs Milan por la Copa de la UEFA                                 | 2008       |
| Mejor delantero de la UEFA Europa League                                                                  | 2008       |
| Máximo goleador del Werder Bremen en la Bundesliga 2008-2009 (17 goles)                                   | 2008       |
| Máximo goleador del S.V. Werder Bremen (28 goles). Temporada 2008-2009                                    | 2008       |
| Máximo goleador del Werder Bremen en la Bundesliga 2009-2010 (16 goles)                                   | 2009       |
| Máximo goleador del S.V. Werder Bremen (29 goles). Temporada 2009-2010                                    | 2009       |
| Máximo goleador de la UEFA Europa League (9 goles)                                                        | 2009       |
| Mejor jugador de la Copa de Alemania 2008-09                                                              | 2009       |
| Nombrado entre los 10 mejores futbolistas del mundo según Índice FIFA Castrol                             | 2009       |
| Elegido como el mejor jugador del año 2010 del Werder Bremen                                              | 2010       |
| Máximo goleador del Werder Bremen en la Bundesliga 2010-2011 (9 goles)                                    | 2010       |
| Máximo goleador del S.V. Werder Bremen (14 goles). Temporada 2010-2011                                    | 2010       |
| Incluido en el XI ideal de la década 2000-2010 de la Bundesliga                                           | 2010       |
| Segundo máximo goleador latinoamericano en la historia de la UEFA Europa League (24 goles)                | 2010       |
| Nombrado entre los 18 mejores jugadores de Europa según Índice FIFA Castrol[cita requerida]               | 2010       |
| Incluido en el XI ideal de la década del Bayern de Múnich según la Bundesliga                             | 2010       |
| Segundo máximo goleador de la década 2000-2010 del Bayern de Múnich                                       | 2010       |
| Mejor jugador de la Bundesliga                                                                            | 2011       |
| Incluido en el XI ideal de la temporada 2011/12 de la Bundesliga                                          | 2011       |
| Máximo goleador del Werder Bremen en la Bundesliga 2011-2012 (18 goles)                                   | 2011       |
| Máximo goleador del S.V. Werder Bremen (18 goles). Temporada 2011-2012                                    | 2011       |
| Elegido como el mejor delantero de la Bundesliga según Sport1.de                                          | 2011       |
| Extranjero con más partidos en la Bundesliga                                                              | 2012       |
| Incluido en el XI ideal de la fecha 4 de la Liga de Campeones de la UEFA                                  | 2012       |
| Segundo máximo goleador del Bayern de Múnich en la Liga de Campeones de la UEFA 2012-13                   | 2012       |
| Entre los 50 mejores delanteros del siglo XXI ocupa el puesto 45 según la IFFHS                           | 2012       |
| Elegido gloria latina en los 50 años de la Bundesliga                                                     | 2012       |
| Mejor jugador del mes de la Bundesliga según el portal alemán 1asport.de                                  | 2013       |
| Cuarto máximo goleador extranjero en la historia del Bayern de Múnich                                     | 2013       |
| MVP de la jornada 13 de las Clasificatorias para la Copa Mundial de Fútbol 2014 según la FIFA             | 2013       |
| Incluido en el XI ideal de cracks veteranos de la UEFA Champions League                                   | 2014       |
| Incluido en el XI ideal de americanos en Europa                                                           | 2014       |
| Sexto máximo goleador sudamericano en la historia de las competiciones de clubes de la UEFA               | 2014       |
| Elegido como el mejor jugador del año 2015 del Werder Bremen                                              | 2015       |
| Máximo goleador del Werder Bremen en la Bundesliga 2015-16 (14 goles)                                     | 2015       |
| Máximo goleador del S.V. Werder Bremen (16 goles). Temporada 2015-2016                                    | 2015       |
| Mejor gol del año de la Bundesliga                                                                        | 2015       |
| Estuvo en el Top 5 de máximos goleadores históricos de la Bundesliga                                      | 2016-2019  |
| Incluido en el XI ideal de futbolistas Americanos en Europa                                               | 2016       |
| Máximo goleador histórico del Werder Bremen                                                               | 2016       |
| Incluido en el XI ideal del Bayern de Múnich entre las temporadas 2000-2009                               | 2017       |
| Entre los 20 máximos goleadores de todas las competiciones europeas UEFA                                  | 2017       |
| Premio Bambi Award 2018                                                                                   | 2018       |
| En el XI ideal de los mejores fichajes de la Bundesliga                                                   | 2018       |
| Incluido en el XI ideal Histórico del Werder Bremen                                                       | 2018       |
| Mejor futbolista de 39 años del mundo                                                                     | 2018       |
| Máximo goleador histórico Latino de la Bundesliga                                                         | 2018       |
| Leyenda de Champions League por UEFA                                                                      | 2018       |
| En el XI ideal de la jornada n.° 22 de la Bundesliga                                                      | 2019       |
| Elegido el mejor jugador del mes febrero de la Bundesliga                                                 | 2019       |
| Noveno máximo goleador histórico de la Copa de Alemania                                                   | 2019       |
| Distinguido como «Leyenda» con el Premio honorífico del DFL entregado por la Federación Alemana de Fútbol | 2019       |
| Incluido en el XI latino de la década en la Bundesliga                                                    | 2019       |
| Incluido en el XI histórico de Sudamericanos en la Bundesliga                                             | 2020       |
| Distinguido como leyenda de la Bundesliga                                                                 | 2021       |
| Segundo máximo goleador de la Bundesliga en el siglo XXI                                                  | Actualidad |

## Récords

### Récords en la Bundesliga y en la Copa de Alemania

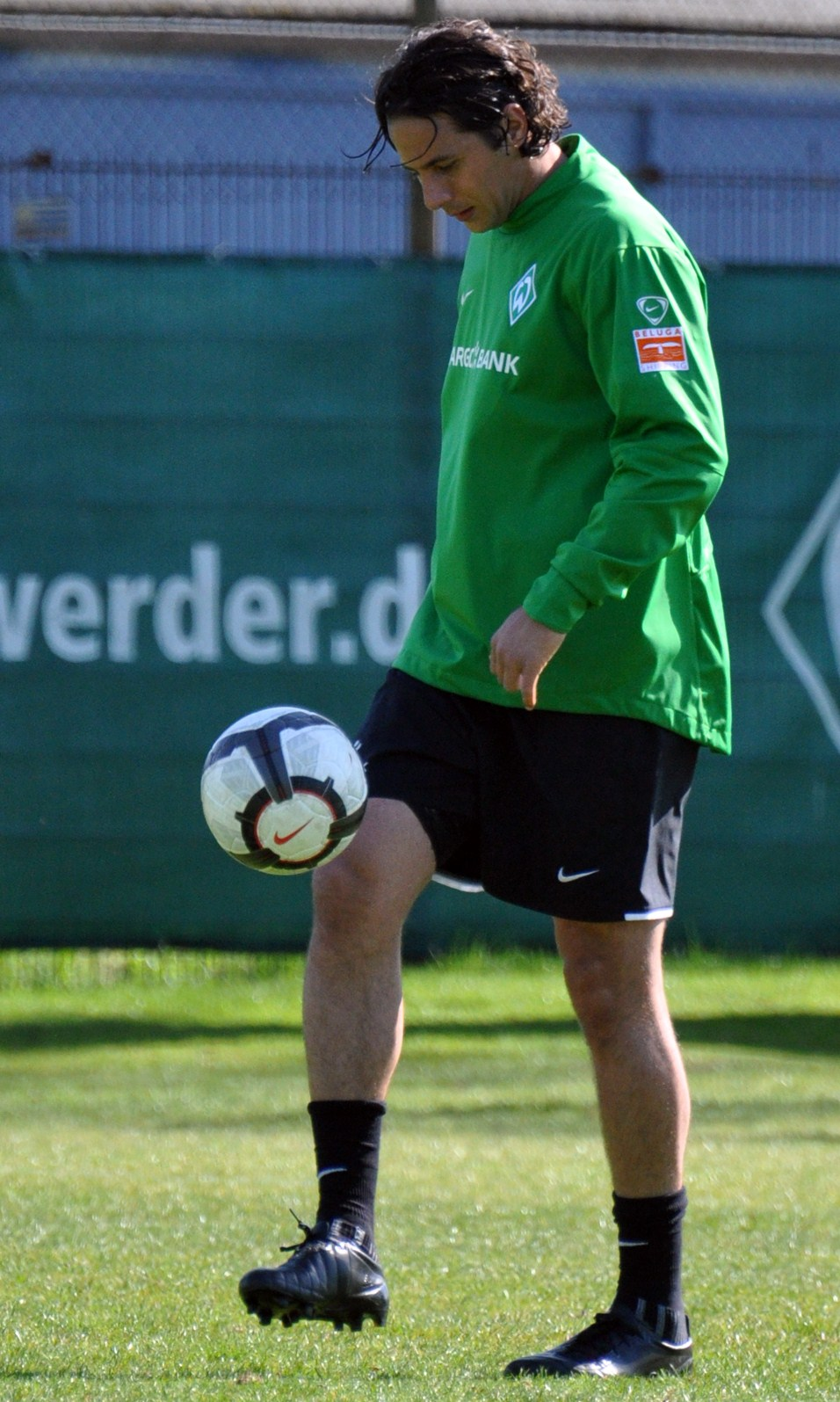
Claudio Pizarro, segundo goleador extranjero de la Bundesliga y figura del club Werder Bremen.

- Es el segundo máximo goleador de la Bundesliga en el siglo XXI.[137]
- Es el segundo máximo goleador extranjero en la historia de la Bundesliga con 197 goles en 478 partidos.[138]
- Es el máximo goleador latino en la historia de la Bundesliga.[139]
- Es el primer jugador en anotar 2 goles en la historia de la Bundesliga después de cumplir 40 años.[140]
- Es considerado el jugador más productivo de la Bundesliga en los últimos años.[141]
- Es el jugador extranjero con más partidos jugados en la historia de la Bundesliga.[142]
- Anotó el segundo mejor gol latinoamericano de la historia de la Bundesliga.[143]
- Alcanzó 235 victorias en la Bundesliga igualando el récord de Franz Beckenbauer.[144]
- Lleva 21 años seguidos marcando goles en la Bundesliga de manera ininterrumpida (1999-2019).[145]
- Es el sexto máximo goleador en la historia de la Bundesliga.[146]
- Es el futbolista más veterano en anotar un triplete en la historia de la Bundesliga.[147]
- Es el futbolista extranjero con más partidos disputados en la historia de la Copa de Alemania.[148]
- Es el noveno máximo goleador en la historia de la Copa de Alemania al anotar 34 goles.[149][150]
- Es el tercer futbolista más longevo en convertir un gol en la historia de la Copa de Alemania.[151]
- Es el jugador extranjero que más veces ganó la Copa de Alemania (seis).[152]
- Es el jugador que más veces jugó la final de la Copa de Alemania (ocho).[152]
- Es el cuarto máximo goleador extranjero del Werder Bremen en la Copa de Alemania.[153]
- Es el jugador más veterano en marcar un gol en la Bundesliga.[154]

### Récords en el Bayern de Múnich
- Es el décimo máximo goleador en la historia del Bayern de Múnich.[155]
- Está en el Top 10 de máximos goleadores históricos del Bayern de Múnich en la Bundesliga, en el puesto 9.[156]
- Es el segundo extranjero que más títulos posee en el Bayern de Múnich (18).

### Récords en el Werder Bremen
- Es el máximo goleador histórico del Werder Bremen con 153 goles.[157]
- Es el futbolista extranjero con más partidos jugados en la historia del Werder Bremen.[158]
- Es el tercer futbolista extranjero del Werder Bremen con más partidos disputados en la historia de la Copa de Alemania.

### Récords en el fútbol peruano y en competiciones UEFA
- Es el quinto máximo goleador en la historia de la Selección Peruana con 20 goles.[159]
- Es el máximo goleador peruano en Europa al anotar 253 goles en torneos oficiales de Liga, Copas nacionales y Copas internacionales, superando a Juan Seminario y Teófilo Cubillas.[152]
- Es uno de los seis jugadores sudamericanos que han ganado tanto la Copa Intercontinental como el Mundial de Clubes.[160]
- Es el primer futbolista peruano de la historia en ganar la Supercopa de Europa.[161]
- Claudio Pizarro y Roberto Soldado son los únicos jugadores en anotar un triplete en Champions League y Europa League.[160]
- Es el 4.º máximo goleador latinoamericano en Copas Europeas (Champions League, Copa UEFA y UEFA Europa League) con 48 goles, situándose solo detrás de Lionel Messi, Alfredo Di Stéfano y Sergio Agüero.[160]
- Es el futbolista peruano con más asistencias en Europa.

## Aspectos extrafutbolísticos

### Escándalos
El 22 de agosto de 2000 fue multado por Werder Bremen casi 5 mil euros por acudir a una discoteca cuando tenía gripe.
El 7 de diciembre de 2007, junto a los jugadores Santiago Acasiete, Jefferson Farfán y Andrés Mendoza, fue suspendido de manera indefinida de la Selección de fútbol del Perú por su supuesta participación en los actos de indisciplina producidos luego del empate ante Brasil en Lima, por las eliminatorias para la Copa Mundial de Fútbol de 2010. El 27 de marzo de 2008, se anunció a la prensa la sanción impuesta: suspensión de la selección peruana durante 18 meses y el pago de una multa de 20.000 dólares estadounidenses. Posteriormente, el 3 de julio, la Comisión de Justicia de la FPF redujo la multa a 10.000 dólares y la sanción a 3 meses, que finalizó el 6 de julio de 2008.
Sin embargo El Tribunal Arbitral del Deporte (TAS) dio lugar a la apelación presentada por el atacante Claudio Pizarro con respecto a la acusación que pesaba sobre el delantero por los hechos ocurridos el pasado 18 de noviembre del 2007, en la concentración del Hotel Golf de Los Incas. El letrado de la Agremiación de Futbolistas del Perú, Jhonny Baldovino informó que el Tribunal declaró inocente a Pizarro. "El TAS falló a favor de Pizarro y lo declaró inocente por el caso el Golf".
En febrero de 2009, se le involucró junto al agente FIFA Carlos Delgado en el escándalo del "caso Image", que denuncia supuestas irregularidades en la venta de jugadores, y la influencia de Claudio Pizarro en la convocatoria de algunos jugadores a la selección debido a que es accionista de la empresa Image, la cual representan a varios futbolistas a nivel nacional como internacional.

### Hípica
Claudio Pizarro también es un gran aficionado a la hípica e incluso tiene sus propios caballos en el Hipódromo de Monterrico.